# Birago Diop
Birago Diop (Dacar, 1906 - 1989) foi um escritor e diplomata senegalês.

## Vida
De etnia uolofe, Birago Diop recebeu uma formação corânica e paralelamente estudou veterinária em Toulouse. Associou-se ao movimento da Negritude conhecendo trabalhos dos africanistas e uniu-se-lhes em finais da década de 1930  impulsionado por Aimé Césaire e Léopold Sédar Senghor.
Em Paris compõe em 1942 os Contos de Amadu Kumba (publicados em 1947), onde indica já a sua predileção pela tradição oral dos griots, os narradores populares a quem sempre escutou durante toda a vida. Respeitador da tradição oral, mostrou grande originalidade nos Novos Contos de Amadu Kumba (1958) e Contos e Lavanes (1963); a sua coleção de poemas Leurres et Lueurs (1960) está impregnada de cultura francesa juntaments como as fontes de inspiração puramente africana. 
El soplo de los ancestros  esgrime um hino a la negritud,  que gira em torno a um anhelo implícito de dar a conhecer, a valorar y a rehabilitar valores ancestrales de su continente preso de dificultades debido a la colonização e à destruição dos elementos culturais.
A sua carreira diplomática, após a independência do Senegal, e o seu regresso à profissão de veterinário em Dakar não impediram a sua investigação sobre a literatura tradicional africana, mas declarou ter "quebrado a pluma". Apesar disso, publicou Plume raboutée e outros quatro volumes de memórias de 1978 a 1989.
Exerceu no Sudão, Costa do Marfim, Alto Volta e Mauritânia, tendo sido embaixador na Tunísia. Reivindica a cultura africana tradicional na sua obra em prosa, enquanto a sua obra poética é mais pessoal e intimista.

## Obra
- Contes d'Amadou Koumba, 1947 (escritos em 1942)
- Nouveaux Contes d'Amadou Koumba, 1958
- Leurres et Lueurs, 1960
- Contes et Lavanes, 1963